# Erateina nigricaudula
Erateina nigricaudula là một loài bướm đêm trong họ Geometridae.